# جوان تيش
جوان تيش (بالإنجليزية: Joan Tisch)‏ (والمعروفة باسم هيمان؛ من مواليد يوليو 1927 - والمُتوفاة في 2 نوفمبر عام 2017) هي ناشطة في العمل الخير أمريكية تخرجت جامعة ميشيغان ووريثة المليارات من ثروة عائلة تيش (من خلال شركة لويز، التي لا تزال تحت سيطرة الأسرة).

## حياتها الشخصية
وُلدت تيش لهوارد ن. هايمان وزوجته ماري زيجلر. كان والدها طبيب أسنان في مانهاتن ساعد محاربي الحرب المعاقين في حضور الأحداث المسرحية والرياضية. أقنع جاك مارا، الذي كان حينها رئيس نيويورك جاينتس، بالتبرع بـ 400 مقعد لكل لعبة منزلية للمعوقين المعاقين ومرافقيهم، وفقًا لبيان صحفي من لويس عند وفاته في عام 1981. وُلدت والدتها في ألمانيا. حصلت تيش في عام 1948على درجة البكالوريوس في اللغة الإنجليزية من جامعة ميشيغان وتزوجت من بريستون روبرت «بوب» تيش (من مواليد عام 1926- والمُتوفاة في عام 2005) في نفس العام، وأنجبا لديهم ثلاثة أطفال:
- ستيف تيش وهو رجل أعمال يعيش في بيفرلي هيلز بولاية كاليفورنيا. وهو الطفل الوحيد الذي يغادر منطقة نيويورك ويعمل كرجل الأسرة في ملكيتهم المشتركة لنيويورك جاينتس.
- جوناثان تيش وهو التحدث العام لقسم الفنادق في لويز كوربوريشن. تزوج جوناثان في عام 1988 من لورا شتاينبرغ ابنة الممول والتنفيذي لشركة ساؤول شتاينبرج للتأمين، في الكنيس المركزي في مانهاتن،[5] ثم انفصلا. جوناثان هو أيضًا عضو في الحزب الديمقراطي.
- لوري تيش، التي تترأس مجلس إدارة متحف ويتني للفن الأمريكي ومتحف الأطفال في مانهاتن، ورئيسة لمركز تعليم الفنون، وهي مجموعة غير ربحية تعمل على تحسين تعليم الفنون في المدارس العامة. انفصلت ماري عن دونالد سوسمان رئيس صندوق التحوط في كونيتيكت.[6][7] أسست المؤسسة غير الهادفة للربح، صندوق الإضاءة، الذي يخدم أطفال مدينة نيويورك مع التركيز على تعليم الفنون.[8]

تُوفيت جوان تيش في صباح الثاني من نوفمبر عام 2017، عن عمر يناهز التسعين عامُا بعد مرض قصير.

## روابط خارجية
- Forbes.com profile